# Paralmi
Paralmi (nep. पराल्मी) – gaun wikas samiti w zachodniej części Nepalu w strefie Lumbini w dystrykcie Gulmi. Według nepalskiego spisu powszechnego z 2001 roku liczył on 672 gospodarstw domowych i 3211 mieszkańców (1876 kobiet i 1335 mężczyzn).